# Isla de los Lobos (Río Grande)
La isla de los Lobos es un pequeño territorio insular o islote de origen artificial, situado en el mar Argentino del océano Atlántico, muy próximo a la costa noreste de la isla Grande de Tierra del Fuego, en el departamento Río Grande de la provincia de Tierra del Fuego, Antártida e Islas del Atlántico Sur, Patagonia argentina.
Desde la ciudad de Río Grande el Club Náutico de Río Grande organiza travesías rumbo al islote, sobre gomones y kayaks. Cuando hay buen clima la navegación demanda aproximadamente 2:30 h, y desde la playa unos 20 minutos.

## Descripción y origen
Se trata de una isla pequeña de 200 metros de largo por 85 de ancho, originada por el depósito de rocas retiradas del fondo marino para dar dragado al muelle del inconcluso puerto Caleta La Misión. De la punta del muelle de dicho puerto se encuentra distanciada por 847 m, mientras que de la playa de la isla Grande de Tierra del Fuego se sitúa a 1400 m, y del extremo del cabo Domingo a 2600 m hacia el sudeste. Los barrios de la ciudad de Río Grande más próximos a la isla se encuentran a 9 km, mientras que su muelle céntrico lo está a 13 km. Se encuentra localizada en las coordenadas: 53°41′43.18″S 67°48′21.07″O / -53.6953278, -67.8058528.

## Fauna
La isla está habitada por cientos de lobos marinos de un pelo (Otaria flavescens). Esta colonia se formó en el siglo XXI, pues relevamientos de la especie en la provincia no la habían detectado. La colonia más próxima es la del cabo Santa Inés. 
Además presenta una buena variedad de aves marinas, entre ellas chorlos, gaviotines, gaviotas, cormoranes (Phalacrocorax magellanicus), biguás, y patos vapor.